# SS-Oberst-Gruppenführer
SS-Oberst-Gruppenführer (dobesedno SS-najvišji skupinski vodja; hierarhično prevedeno general; okrajšava Oberstgruf) je bil najvišji generalski čin v paravojaški organizaciji Schutzstaffel (v obdobju 1939-45) in z njo povezanimi službami oz. organizacijami (Gestapo, Sicherheitsdienst (SD), Allgemeine-SS (A-SS), Waffen-SS (W-SS),...).
Ustrezal je činu generalpolkovnika (Generaloberst) v Wehrmachtu (neskladje s hierahičnim prevodom in primerjavo z Wehrmachtom je posledica dejstva, da je SS imela še najvišji častniški čin SS-Oberführerja, kateri pa ni imel enakovrednega čina v Wehrmachtu). Nadrejen je činu SS-Obergruppenführerja; obstajal ni višji generalski čin, obstajal pa je položaj Reichsführer-SS (najvišji položaj v SS).
Polni naziv čina je bil SS-Oberstgruppenführer und Generaloberst der Waffen-SS.
Čin je bil ustanovljen leta 1942 in vanj so bili med vojno povišani štirje ljudje:
- Kurt Daluege: 20. april 1942 (und Generaloberst der Polizei)
- Franz Xaver Schwarz: 20. april 1942 (Ehrenführer, častni čin)
- Sepp Dietrich: 1. avgust 1944 (und Panzer-Generaloberst der Waffen-SS)
- Paul Hausser: 1. avgust 1944 (und Generaloberst der Waffen-SS)

## Oznake
Oznaka čina SS-Oberstgruppenführerja je bila na voljo v treh oblikah:
- naramenska epoleta: prepletena (aluminij in zlato) epoleta s tremi zvezdami (epoleta generalov ni bila obrobljena z barvasto vrvico);
- ovratna oznaka: trije hrastovi listi na obeh našitkih s tremi kvadrati in
- oznaka za kamuflažno uniformo: en trak s tremi zvezdami, nad katerima je bil en par hrastovih listov in dva žira (zlata oznaka na črni podlagi je bila pritrjena na nadlaht levega rokava).

Galerija
- Naramenska oznaka
- Ovratni oznaki (1942-45)
- Kamuflažna oznaka